# Damonia flavipalpis
Damonia flavipalpis är en tvåvingeart som beskrevs av Robineau-desvoidy 1847. Damonia flavipalpis ingår i släktet Damonia och familjen parasitflugor.
Artens utbredningsområde är Frankrike. Inga underarter finns listade i Catalogue of Life.